# Stomorhina mulanjenia
Stomorhina mulanjenia är en tvåvingeart som beskrevs av Andy Z. Lehrer 2007. Stomorhina mulanjenia ingår i släktet Stomorhina och familjen Rhiniidae.
Artens utbredningsområde är Malawi. Inga underarter finns listade i Catalogue of Life.